# 游碧竹
游碧竹（1939年7月—），湖南石門人。男。1959年3月入伍，1961年8月加入中国共产党。内蒙古大学中文系毕业。
1970年4月，任中共湖南省委政研室副处长、正处级研究员。1981年12月，任共青团湖南省委副书记。1982年1月，任共青团湖南省委书记。
1983年8月，任中共邵阳市委副书记。1985年4月，任湖南省外事办公室副主任。1986年1月，任湖南省外事办公室主任。
1998年1月，任湖南省政协副主席。